# Tholera deaurata
Tholera deaurata är en fjärilsart som beskrevs av Johann August Ephraim Goeze 1781. Tholera deaurata ingår i släktet Tholera och familjen nattflyn. Inga underarter finns listade i Catalogue of Life.